# منتخب سلوفينيا لكرة السلة للسيدات
منتخب سلوفينيا الوطني لكرة السلة للسيدات (بالإيطالية: Nazionale di pallacanestro femminile della Slovenia) هو ممثل سلوفينيا الرسمي في المنافسات الدولية في كرة السلة للسيدات.